# Acid homovanilic
Acidul homovanilic este un compus organic fiind un produs al metabolismului catecolaminelor. Mai exact, se obține ca urmare a acțiunii monoamin oxidazei și a catecol-O-metiltransferazei asupra dopaminei.